# Hermandad de la Soledad (Puerto de Santa María)
La Hermandad de la Soledad cuyo nombre oficial y completo es Real, Ilustre, Fervorosa y Muy Antigua Hermandad y Cofradía de Nazarenos de Nuestra Madre y Señora de la Soledad, Santo Entierro de Nuestro Señor Jesucristo y San Francisco de Paula es una hermandad religiosa o cofradía con sede en la Basílica Menor de Nuestra Señora de los Milagros, en la ciudad de El Puerto de Santa María (España). Realiza una procesión durante la Semana Santa de El Puerto de Santa María, en la tarde del Viernes Santo.

## Historia
Se funda la Hermandad de Nuestra Madre y Señora de la Soledad en el año 1566 en el Monasterio de la Victoria de los Padres Mínimos realizando su estación de penitencia en la tarde-noche del Jueves Santo. En 1637 llega desde Madrid la talla de Nuestra Señora de la Soledad. En 1667 se lleva la fusión entre la Hermandad de la Soledad y la del Descendimiento. Esta última Hermandad poseía como titular un yacente de pelo natural y brazos articulados, permitiendo celebrar la ceremonia del Descendimiento, por lo que tras la fusión la hermandad de la Soledad dejó de procesionar el Jueves Santo, para hacerlo en la mañana del Viernes Santo para hacer el rito del descendimiento en el humilladero del Calvario del olivar de la Victoria. En el año 1680, se le ceden por parte de la alta sociedad unos terrenos para la creación de una capilla propia, independiente del monasterio, pero nunca pudiéndose inaugurar. En 1702 las tropas del Archiduque Carlos, las tallas fueron arrastradas por las calles, luego fueron depositada por el capitán Francisco Franco en el convento de los Descalzos y más tarde devueltas al culto en el convento de la Victoria. La invasión francesa de 1810 las imágenes son refugiadas en el Convento de San Agustín, allí permanecieron cinco años, luego volvieron al monasterio de la Victoria. En 1835, desaparece el rito del descendimiento tras la marcha de la Orden de los Mínimos del monasterio. En 1848 se le otorga ala Hermandad el título de Real. Tras las revueltas de 1868 y desamortización del monasterio, la Hermandad oculta las imágenes en casa de su mayordomo. En el año 1875, se trasladan a la iglesia Mayor Prioral, Ocupando la capilla del Rosario, en la nave de la Patrona. En el año de 1946, se celebró un Santo Entierro Magno. La Hermandad en el año de 1956 pasa a realizar su estación de penitencia en la tarde del Sábado Santo. En el año de 1959 el paso alegórico "de las escaleritas" deja de procesionar. En el año 1980 fue el último año que saldría el Sábado Santo, pasando de nuevo al año siguiente a la jornada de Viernes Santo. En el 1999 decide la Hermandad en volver a incluir el paso alegórico en su cortejo procesional. A finales del año 2013 la imagen mariana de la Hermandad participa en el besamano magno organizado por el Consejo Local de Hermandades y Cofradías con motivo del Año de la Fe. En verano del 2014 el paso de palio participa en la Pontifical y su titular cristífero es expuesto en devoto Besapiés a finales de ese año para clausurar el Año de la Fe.

## Escudo de la Hermandad
El escudo de esta Hermandad y Cofradía está formado por una cruz arbórea donde pende el sudario y se apoya a ambos lados dos escaleras sobre el Monte Calvario con una calavera a los pies de la cruz, todo está inscrito dentro de una corona de espinas, con la corona Real en su parte superior.

## Imágenes[2]
- Santo Entierro de Nuestro Señor Jesucristo: La imagen es una talla completa, aparece Jesús de nazaret yacente en el sepulcro, su autoría (1580) es del escultor Miguel Vallés. Originariamente era una talla de crucificado con cabello natural y brazos articulados, utilizado para la ceremonia del Descendimiento posterior entierro. En el año 1920 el portuense D.Juan Botaro realizó una restauración y remodelación de la talla, inmovilizando los brazos y sustituyendo la melena natural por una melena tallada. Fue restaurado en 1998-1999, por el portuense D. Enrique Ortega Ortega.
- Nuestra Madre y Señora de la Soledad: Imagen de dolorosa de candelero para vestir, con la cabeza levemente inclinada y manos entrelazadas representa a una mujer madura, atribuida a D. Gaspar Becerra sobre los años 1634 y 1637. La talla fue adquirida del convento de los Padres Mínimos. En el año 2012 fue restaurada Dña. Blanca García Vegara y del imaginero D. Ángel Pantoja.

## Cortejo procesional

### Primer Paso
Representa el triunfo de Cristo sobre la muerte en la Cruz.
- Paso alegórico: Tallado en madera barnizado en caoba perteneció originariamente a la Hermandad de la Clemencia de Jerez de la Frontera y posteriormente a la Hdad. del Resucitado del Puerto de Santa María. Restaurado 1999 por la asociación ANYDES Cruz y calvario (2009), restaurado por D. Enrique Ortega. Pinturas de la canastilla del año 1999, que representan las distintas estaciones del Vía Crucis, con el Escudo antiguo y el actual de la Hermandad, realizadas por el artista portuense D. José Manuel Algeciras. Va iluminado por cuatro hachones (1999), realizados en un taller de tornería en Sánlucar de Barrameda. y dos faroles de madera (2012) en los costeros del paso. Faldones en terciopelo negro.
- Medidas parihuela: Calza 24 costaleros.
- Acompañamiento musical: No lleva.

### Segundo Paso
Representa a Jesús yacente en una urna.
- Paso de Cristo: El paso su canastilla y respiraderos son de metal plateado, repujado y cincelado (1976)es del orfebre sevillano D. Ángel Gabella.La urna es de metal plateado, repujado y cincelado, obra del taller sevillano Lastorres en 1.896 y donado por la viuda de Portillo. Va ilumninado por cuatro candelabros de cinco brazos con tulipas y guardabrisas, de metal plateado, repujado y cincelado (1886) de autoría desconocida y restaurados por el Taller Gilma en 1996. El paso lleva faldones en terciopelo negro realizados por miembros de la hermandad(2010), con broches de metal plateado.
- Medidas parihuela: Calza 40 costaleros.
- Acompañamiento musical: No lleva(desde 2018)

### Tercer Paso
Nuestra Madre y Señora de la Soledad bajo palio.
- Paso de Palio: Techo de palio y bambalinas en terciopelo negro, bordado en tisú y oro, fue diseñado por D. Eduardo Ruiz Golluri y ejecutado por D. Antonio Sánchez Cortes. El manto (finales del XIX), es terciopelo negro bordado en oro por las hermanas del Espíritu Santo. Respiradero y varales de metal plateado, repujado y cincelado(1974) del paso son obra de D. Ángel Gabella.
- Medidas: Calza 35 costaleros.
- Acompañamiento musical: No lleva (desde 2018).

### Hábito nazareno

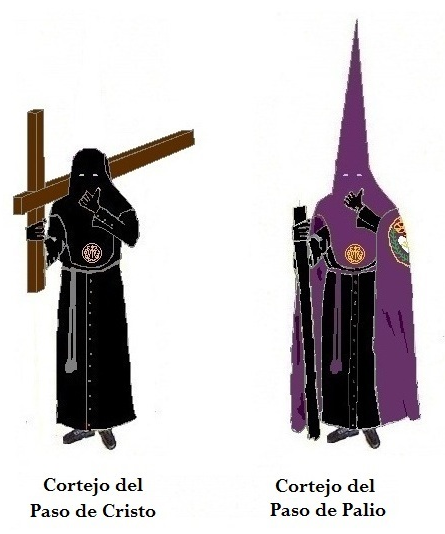
Hábito Nazareno Hdad. de la Soledad

Los nazarenos del paso de cristo llevan cruces y visten túnica, antifaz sin capirote, botonadura y cíngulo en color morado en tela de raso en negro, llevan guantes negros y zapatos de color negro, llevan el escudo de la hermandad sobre el velillo. Los nazarenos del paso de palio visten túnica en tela de sarga color negro, capa, antifaz, botonadura y cíngulo en tela de sarga morada, llevan guantes negros y zapatos de color negro, en el hombro izquierdo el antiguo escudo de la hermandad y en el velillo el escudo actual de la Hermandad.

### Lugares de interés en el recorrido
Cabe destacar la recogida de la Hermandad en la Plaza de España.

## Marchas dedicadas[4]

### Banda de Música
- Virgen de la Soledad (década de los 60) de D. Antonio Andújar de la Rosa.
- Soledad del Puerto de D. José Sanjuán Varo.